# Союз демократов и независимых
Союз демократов и независимых (фр. Union des démocrates et indépendants), (СДН) — центристская французская политическая партия, основанная 18 сентября 2012 года на базе одноименной парламентской группы. В состав Союза входят девять отдельных политических партий, сохранивших свою самостоятельность.

## История создания
9 октября 2012 года лидеры политических партий, составлявших парламентскую коалицию СДН, объявили о создании новой политической партии с тем же названием. 21 октября в Париже прошел учредительный съезд новой партии. Её первым лидером был избран популярный политик, лидер Радикальной партии, депутат Национального собрания Франции и бывший министр Жан-Луи Борлоо. В ноябре 2012 года, после фактического раскола на два противоборствующих лагеря крупнейшней правой партии Франции Союз за народное движение (СНД) во время выборов нового лидера партии на конгрессе в Ле-Бурже, часть известных политиков покинули его и перешли в СДН.

## Состав Союза
- Радикальная партия (PR, лидер — Жан-Луи Борлоо, идеология — либерализм, 6 депутатов Национального Собрания, 6 сенаторов, 1 депутат Европарламента)
- Новый центр (NC, лидер — Эрве Морен, идеология — центризм, социал-либерализм, 12 депутатов Национального Собрания, 12 сенаторов, 3 депутата Европарламента)
- Центристский альянс (AC, лидер — Жан Артюи, идеология — центризм, 2 депутата Национального Собрания, 10 сенаторов)
- Демократическая европейская сила (FED, лидер — Жан-Кристоф Лагард, идеология — христианская демократия, 4 депутата Национального Собрания, 4 сенатора)
- Современные левые (FED, лидер — Жан-Мари Бокель, идеология — социал-либерализм, 1 сенатор, 2 депутата Европарламента)
- Территории в движении (TeM, лидер — Жан-Кристоф Фромантен, идеология — либерализм, 1 депутат Национального Собрания)
- Национальный центр независимых и крестьян (CNIP, лидер — Жиль Бурдуле, идеология — либеральный консерватизм, 1 депутат Национального Собрания)
- Либерально-демократическая партия (PLD, лидер — Орельян Верон, идеология — либертарианство)
- Новая экологическая демократия (NED, лидер — Эрик Деле, идеология — энвайронментализм)

## Руководство
Президенты Союза:
2012—2014: Жан-Луи Борлоо 

с 2014: Жан-Кристоф Лагард
В апреле 2014 года Жан-Луи Борлоо по состоянию здоровья ушел в отставку с поста президента Союза демократов и независимых. На партийном конгрессе в ноябре 2014 года были выдвинуты четыре кандидатуры на пост президента; во II туре Жан-Кристоф Лагард победил с 53,5 % голосов против 46,5 % у Эрве Морена.